# Hôtel de préfecture de la Vendée
L'hôtel de préfecture de la Vendée est un bâtiment situé à La Roche-sur-Yon, en France. Il sert de préfecture au département de la Vendée.

## Localisation
L'édifice est situé dans le département français de la Vendée, sur la commune de La Roche-sur-Yon.

## Historique
La préfecture, édifiée sous le Premier Empire, entre 1806-1818 sur les plans l'ingénieur et architecte Marie-François Cormier. Dans la nuit du 23 au 24 avril 1893, le corps principal de l'édifice est grande partie détruit. Ces locaux seront en grande partie restaurés avec quelques modifications. En 1965, une extension est ajoutée à l'ouest du bâtiment.
Le bâtiment est partiellement inscrite au titre des monuments historiques le 10 juin 1991.